# Azeri ábécé
Az azeri ábécé (saját nyelvén: azərbaycan əlifbası) az azeri vagy azerbajdzsáni nyelv latin betűs írására szolgál.
A nyelvet 1929-ig arab írással jegyezték le. Ekkor vezettek be egy korai latin írást (a Yeni türk əlifba komitəsi / Јени түрк əлифба комитəси / يني طورك عليفبا كوميطعصي, azaz az Új Török Ábécé Bizottság kezdeményezésére), amelyet 1939-ben, Sztálin parancsára cseréltek le az 1991-ig használt cirill írásra. Az 1991-ben bevezetett új, latin betűs írást egy évvel később kicsit módosították, azóta Azerbajdzsánban ez a hivatalos írásmód. Az iráni Azerbajdzsánban továbbra is az arabot használják hivatalos írásként.

## Az ábécé változásai az idők folyamán

### 1929-ig
Az azeri írására a hagyományos arab írást használták. Ezt az írást használják ma is az iráni Azerbajdzsán területén.
A 19. század végén és a 20. század elején több törekvés indult az arab írás latinra cserélésére. Ebben az időszakban ezért több tervezet is született az azeri latin betűs ábécére:
- Mirzə Fətəli Axundov tervezete 1870-ből: Aa, Bb, Dd, Ee, Яя, Ff, Gg, Ƨƨ, Hh, Ii, Ыы, Kk, Qq, Ll, Mm, Nn, Ññ, Oo, Ээ, Pp, Rr, Ss, Шш, Tt, Uu, Vv, Ѷѷ, Xx, Yy, Zz, Ƶƶ, Жж, Зз
- Mirzə Fətəli Axundov tervezete 1873-ból: Aa, Bb, Дд, Ee, Ээ, Яя, Ff, Gg, Ƨƨ, Һh, Ii, Ыы, Jj, Kk, Qq, Ll, Mм, Нн, Nn, Oo, Ъъ, Pp, Dd, Сс, Шш, Тт, Ũũ, Vv, Xx, Yy, Zz, Ʒʒ, 77
- Fərhad Ağazadə projekt tervezete 1906-ból: Aa, Bb, Cc, Çç, Dd, Ff, Gg, Ƣƣ, Hh, Ii, I̡ ı̡ , Kk, Qq, Ll, Mm, Nn, N̡ n̡ , Oo, Ɵɵ, Pp, Rr, Ss, Зз, Tt, Uu, Vv, Zz
- Abdulla Əfəndizadən tervezete 1919-ből: Aa, Bb, Cc, Çç, Dd, Ee, Ëë, Ff, Gg, Ƣƣ, Hh, Ii, Jj, Kk, Qq, Ll, Mm, Nn, N̡ n̡ , Oo, Ɵɵ, Pp, Rr, Ss, Shsh, Tt, Uu, Ww, Vv, Xx, Yy, Zz, Ƶƶ

### 1918–1933
A Yeni türk əlifba komitəsi latin ábécéje, 1918 és 1928 között fokozatosan álltak át az arabról a latin írásra:

### 1933–1939
1933-ban több módosítást hajtottak végre az ábécében, megcserélték a C/Ç, a G/Ƣ, a K/Q és az U/Y betűk kiejtését, valamint kicserélték az I̡  és З betűket Ь-re és Ş-re. Az N̡  1938-ig használatos maradt.

### 1939–1958
1939-ben Sztálin parancsára minden Szovjetunió-beli latin ábécét lecseréltek cirill megfelelőjükre, az azeri ábécé a kezdetekkor a következő volt:

### 1958–1991
1958-ban egyszerűsítették az ábécét, elhagyták az azeri nyelvben nem létező lágy-kemény magánhangzók megkülönböztetését, kicserélték a cirill Йй-t a latinos Јј-re, valamint egyes mellékjeles betű alakja megváltozott(Ққ → Ҝҝ, Ҷҷ → Ҹҹ):

### 1991–1992
A Szovjetunió felbomlása után a török ábécé alapján megalkotott új azeri ábécé:

### 1992-től
Kis módosítás, az Ää cseréje Əə-re:

## Kapcsolat a török ábécével
Az azeri ábécé megegyezik a török ábécével, azzal a kis különbséggel, hogy a török nem tartalmazza az azeriben megtalálható ə, x, q betűket.
A legérdekesebb jelenség az azeri ábécében az Ə ə (schwa) betű az [æ] hang jelölésére. Eredetileg az 1991-es ábécében az ä szerepelt e betű helyett, de a nemzeti büszkeség miatt lecserélték az ə-re, mivel ez szerepelt a régebbi latin és cirill ábécékben, valamint hogy ezzel is megkülönböztessék az azeri ábécét a többi török eredetűtől (lásd: tatár, türkmén).

## Összehasonlító táblázat
| Arab    | M. F. A. | M. F. A. | F. A. P. | A. Ə. | Latin     | Latin     | Cirill    | Cirill    | Latin     | Latin | IPA  |
| ------- | -------- | -------- | -------- | ----- | --------- | --------- | --------- | --------- | --------- | ----- | ---- |
| – 1929  | 1870     | 1873     | 1906     | 1919  | 1918–1933 | 1933–1939 | 1939–1958 | 1958–1991 | 1991–1992 | 1992– | IPA  |
| ﺍ       | A a      | A a      | A a      | A a   | A a       | A a       | А а / Я я | А а       | A a       | A a   | [ɑ]  |
| ﺏ       | B b      | B b      | B b      | B b   | B в       | B в       | Б б       | Б б       | B b       | B b   | [b]  |
| ﺝ       | Z z      | Ʒ ʒ      | C c      | C c   | C c       | Ç ç       | Ҷ ҷ       | Ҹ ҹ       | C c       | C c   | [d͡ʒ] |
| چ       | Ƶ ƶ      | 7 7      | Ç ç      | Ç ç   | Ç ç       | C c       | Ч ч       | Ч ч       | Ç ç       | Ç ç   | [t͡ʃ] |
| ﺩ       | D d      | Д д      | D d      | D d   | D d       | D d       | Д д       | Д д       | D d       | D d   | [d]  |
|         | E e      | Э э      |          | E e   | E e       | E e       | Е е / Э э | Е е       | E e       | E e   | [ɛ]  |
| ﻉ       | Я я      | Я я      |          | Ë ë   | Ə ə       | Ə ə       | Ə ə       | Ə ə       | Ä ä       | Ə ə   | [æ]  |
| ﻑ       | F f      | F f      | F f      | F f   | F f       | F f       | Ф ф       | Ф ф       | F f       | F f   | [f]  |
| گ       | Q q      | K k      | Q q      | Ƣ ƣ   | Ƣ ƣ       | G g       | Қ қ       | Ҝ ҝ       | G g       | G g   | [gʲ] |
| ﻍ       | Ƨ ƨ      | Ƨ ƨ      | G g      | G g   | G g       | Ƣ ƣ       | Ғ ғ       | Ғ ғ       | Ğ ğ       | Ğ ğ   | [ɣ]  |
| ﺡ,ﻩ     | H h      | H h      | H h      | H h   | H h       | H h       | Һ һ       | Һ һ       | H h       | H h   | [h]  |
| ﺥ       | X x      | X x      |          | X x   | X x       | X x       | Х х       | Х х       | X x       | X x   | [x]  |
|         | Ы ы      | Ы ы      | I̡ ı̡      | I̡ ı̡   | I̡ ı̡       | Ь ь       | Ы ы       | Ы ы       | I ı       | I ı   | [ɯ]  |
| ﻱ       | I i      | I i      | I i      | I i   | I i       | I i       | И и       | И и       | İ i       | İ i   | [ɪ]  |
| ﺝ       | Ж ж      | J j      |          | Ƶ ƶ   | Ƶ ƶ       | Ƶ ƶ       | Ж ж       | Ж ж       | J j       | J j   | [ʒ]  |
| ﻙ       | K k      | Q q      | K k      | Q q   | Q q       | K k       | К к       | К к       | K k       | K k   | [k]  |
| ﻕ       | G g      | G g      | Ƣ ƣ      | K k   | K k       | Q q       | Г г       | Г г       | Q q       | Q q   | [g]  |
| ﻝ       | L l      | L l      | L l      | L l   | L l       | L l       | Л л       | Л л       | L l       | L l   | [l]  |
| ﻡ       | M м      | M м      | M m      | M m   | M m       | M m       | М м       | М м       | M m       | M m   | [m]  |
| ﻥ       | N n      | Н н      | N n      | N n   | N n       | N n       | Н н       | Н н       | N n       | N n   | [n]  |
|         | Ñ ñ      | N n      | N̡ n̡      | Ñ ñ   | N̡ n̡       | (N̡ n̡ )    |           |           |           |       | [ŋ]  |
| ﻭ       | O o      | O o      | O o      | O o   | O o       | O o       | О о / Ё ё | О о       | O o       | O o   | [ɔ]  |
|         | Э э      | Ъ ъ      | Ɵ ɵ      | Ɵ ɵ   | Ɵ ɵ       | Ɵ ɵ       | Ө ө       | Ө ө       | Ö ö       | Ö ö   | [œ]  |
| پ       | P p      | P p      | P p      | P p   | P p       | P p       | П п       | П п       | P p       | P p   | [p]  |
| ﺭ       | R r      | D d      | R r      | R r   | R r       | R r       | Р р       | Р р       | R r       | R r   | [r]  |
| ﺙ,ﺱ,ﺹ   | S s      | С с      | S s      | S s   | S s       | S s       | С с       | С с       | S s       | S s   | [s]  |
| ﺵ       | Ш ш      | Ш ш      | З з      | Sh sh | З з       | Ş ş       | Ш ш       | Ш ш       | Ş ş       | Ş ş   | [ʃ]  |
| ﺕ,ﻁ     | T t      | Т т      | T t      | T t   | T t       | T t       | Т т       | Т т       | T t       | T t   | [t]  |
| ﻭ       | Y y      | У у      |          | U u   | Y y       | U u       | У у / Ю ю | У у       | U u       | U u   | [u]  |
| ﻭ       | U u      | Ũ ũ      | U u      | Y y   | U u       | Y y       | Ү ү       | Ү ү       | Ü ü       | Ü ü   | [y]  |
| ﻭ       | V v      | V v      | V v      | V v   | V v       | V v       | В в       | В в       | V v       | V v   | [v]  |
| ﻱ       | Ѷѷ       | Е е      |          | J j   | J j       | J j       | Й й       | Ј ј       | Y y       | Y y   | [j]  |
| ﺫ,ﺯ,ﺽ,ﻅ | З з      | Z z      | Z z      | Z z   | Z z       | Z z       | З з       | З з       | Z z       | Z z   | [z]  |

## Példaszöveg
Az alábbiakban ugyanaz az azeri mondat látható a történelem során használt írásokkal:
| Arab írás                             | بوتون اینسان‌لار لياقت و حوقوق‌لاری‌نا گوره آزاد و برابر دوغولورلار. اون‌لارین شوعورلارى و ویجدان‌لارى وار و بیر بیرلرینه موناسیبت‌ده قارداش‌لیق روحون‌دا داورانمالی‌دیرلار.        |
| Latin írás 1929-1933 között           | Butun insanlar ləjakət və hukykları̡na ƣɵrə azad və bərabər dogylyrlar. Onları̡n зuyrları̡ və vicdanları̡ var və bir-birlərinə munasibətdə kardaзlı̡k ryhynda davranmalı̡dı̡rlar. |
| Latin írás 1933-1939 között (Yanalif) | Bytyn insanlar ləjaqət və hyquqlarьna gɵrə azad və вəraвər doƣulurlar. Onlarьn şyurlarь və viçdanlarь var və вir-вirlərinə mynasiвətdə qardaşlьq ruhunda davranmalьdьrlar. |
| Cirill írás 1939-1958 között          | Бүтүн инсанлар ләйагәт вә һүгугларына қөрә азад вә бәрабәр доғулурлар. Онларын шүурлары вә виҷданлары вар вә бир-бирләринә мүнасибәтдә гардашлыг руһунда давранмалыдырлар. |
| Cirill írás 1958-1991 között          | Бүтүн инсанлар ләјагәт вә һүгугларына ҝөрә азад вә бәрабәр доғулурлар. Онларын шүурлары вә виҹданлары вар вә бир-бирләринә мүнасибәтдә гардашлыг руһунда давранмалыдырлар. |
| Latin írás 1991-ben                   | Bütün insanlar läyaqät vä hüquqlarına görä azad vä bärabär doğulurlar. Onların şüurları vä vicdanları var vä bir-birlärinä münasibätdä qardaşlıq ruhunda davranmalıdırlar. |
| Mai latin írás (1992-től)             | Bütün insanlar ləyaqət və hüquqlarına görə azad və bərabər doğulurlar. Onların şüurları və vicdanları var və bir-birlərinə münasibətdə qardaşlıq ruhunda davranmalıdırlar. |